# Pitelinsky (huyện)
Huyện Pitelinsky (tiếng Nga: ? райо́н) là một huyện hành chính tự quản (raion), của Tỉnh Ryazan, Nga. Huyện có diện tích 949 km², dân số thời điểm ngày 1 tháng 1 năm 2000 là 7900 người. Trung tâm của huyện đóng ở Pitelino.